# Serviceware Financial
Serviceware Financial (ehemals anafee) ist eine proprietäre Software-Lösung für das Financial Management von IT und Shared Services, entwickelt und herausgegeben von der Catenic AG, einem Unternehmen der Serviceware SE. Sie dient der Automatisierung des Controllings und kommt in mittelständischen und großen Unternehmen zum Einsatz. Hauptfunktionen von Serviceware Financial sind unter anderem die Erstellung von Servicekatalogen, automatisierte Kalkulations- und Abrechnungsprozesse, sowie transparentes Reporting. Die System-Entwicklung und der internationale Support werden am Standort München-Unterhaching des Herstellers Serviceware SE (Hauptsitz in Idstein) betrieben. Der Vertrieb erfolgt direkt, über Niederlassungen und über Partner.

## Geschichte
Serviceware Financial wird von der Catenic AG, einem Unternehmen der Serviceware SE, entwickelt. Die Catenic AG wurde 1999 gegründet und hatte ihr erstes Büro in Bad Tölz. Der Markeneintrag von anafee erfolgte am 22. Oktober 2001. Die ersten Versionen von anafee wurden im Jahr 2002 auf Swing Basis ausgeliefert. 2006 wurde anafee erstmals SAP-zertifiziert (SAP NetWeaver) und mit einem neuen User-Interface basierend auf dem „CaptainCasa“-Framework ausgeliefert. 2007 zog das Unternehmen nach Unterhaching bei München und wurde 2014 zu einem Unternehmen der PMCS.helpLine Software Gruppe, die 2018 als Serviceware SE an die Börse ging. Seit 2015 wird anafee basierend auf Angular (Client) und Java (Backend) entwickelt. Im Rahmen eines Rebrandings der Firma im Oktober 2019 wurde anafee in Serviceware Financial umbenannt.
2017 wurde anafee im „Gartner Market Guide for IT Financial Management“ gelistet. Im Jahr 2018 war die Software – laut einer Studie der Research in Action GmbH – Marktführer im Bereich des IT Financial Managements.

## Funktionsumfang
Das Hauptziel von Serviceware Financial ist die Realisierung eines durchgängigen, transparenten Controllings von IT und Shared Services. Dies erfolgt durch die Digitalisierung und Automatisierung aller dazugehörigen Prozesse – u. a. Planning, Budgeting, Forecasting, Chargeback – anhand von Benchmarks und sonstiger Kennzahlen.
Kern der Software-Lösung Serviceware Financial ist der Servicekatalog, in dem sämtliche angebotenen IT und Shared Services (z. B. zugekaufte Komponenten und Dienstleistungen, Technical Services, Business Services) aufgelistet werden. Hierbei werden Services in ihre Subkomponenten aufgeteilt und ein kausaler Zusammenhang zwischen entstehenden Kosten und generiertem Wert hergestellt. Diese Kausalkette kann mittels der Software in einer so genannten Wertschöpfungskette („Cost-to-Service-Flow“) visualisiert werden. Dies soll den tatsächlichen Nutzen von Services transparent machen und u. a. bei der Identifikation und Analyse von Kostentreibern im Sinne eines ganzheitlichen Financial Managements helfen. Neue Services können mit Hilfe eines Assistenten (BSC) erstellt werden.
Eine weitere Funktion von Serviceware Financial ist die so genannte Szenario-basierte Planung. Hierbei können die Kennwerte (z. B. entstandene Kosten, bezogene Services, Service-Umsätze) früherer Geschäftszyklen verwendet werden, um davon ausgehend abgeleitete Planungsszenarios zu erstellen. In diesen Planungsszenarios können einzelne Variablen (z. B. Veränderungen bei den Stückkosten) konfiguriert werden, um mögliche Konsequenzen zu projizieren und analysieren.
Das Tarifverwaltungssystem ermöglichst das Management von Rahmenverträgen, Service Level Agreements (SLAs) sowie Operational Level Agreements. Hierbei werden die Service-Tarife individuell je nach Kunde abgebildet. Prozesse wie das Monitoring, Abrechnungen sowie die Erstellung von Reports erfolgen spezifisch individuell entsprechend Kunden, Service, Organisationseinheit und Abrechnungsperiode. Reports können dabei graphisch und in unterschiedlichen Formaten (XLS, PDF, HTML) ausgegeben werden.
Über die genannten Features hinaus bietet Serviceware Financial u. a. Prozesse für das automatisierte Erstellen und Managen von Rechnungen, Monitoring im Sinne von regelmäßigen Plan-Ist-Vergleichen sowie Optionen für die Transfer-Pricing-Dokumentation.

## Technologie
Die Fokus-Technologie der Entwicklung von Serviceware Financial ist für das Backend die Programmiersprache Java. Hierbei kommen Java-Komponenten wie der Wildfly Application Server mit integriertem Webserver zum Einsatz. Die Webkomponenten der Software basieren auf HTML5 und bauen auf dem Java Application Server auf, während die Datenbank auf dem MS SQL Server basiert. Die Software-Architektur ist mehrschichtig aufgebaut (Multi-Tier-Applikation) mit einer Persistenz-Schicht, einem Business Layer für die Prozesslogiken sowie einer Präsentationsschicht für die Frontends. Besagte Frontends werden durch Serviceware Financial als Web-Client zur Verfügung gestellt.

## Versionsgeschichte
| Version            | Datum | Bemerkungen |
| ------------------ | ----- | --- |
| anafee Version 1.0 | 2002  | Erste Version |
| anafee Version 2.0 | 2002  | Tabellenbasierte Umsetzung in HTML |
| anafee Version 3.0 | 2005  | Neuer Java-Client |
| anafee Version 4.0 | 2012  | Nutzung von Pivot-Tabellen; Service-Design mit Business Calculator (BSC); Szenario-Manager; Zugriff auf beliebig viele Vergleichskontexte in Pivot-Tabellen; Single Sign-On |
| anafee Version 4.5 | 2015  | Web-basierter Client; Grafische Analyse der Service-Beziehungen mit dem Visual Service Analyzer (VSA), Erweiterungen des BSC                                                |
| anafee Version 5.0 | 2016  | Reiner HTML-Client; Konfigurierbare Datenbestandssicherung; Erweiterung der Z-edit-Tabelle                                                                                  |
| anafee Version 5.2 | 2017  | Erstellung von Simulations-Szenarien; Storypage; Online-Hilfe; Genehmigungsprozess                                                                                          |
| anafee Version 5.3 | 2018  | Listenbasierte Planung; Benchmarking |
| anafee Version 5.4 | 2018  | Integration von Microsoft PowerBI; Erweiterung des Benchmarkings durch grafische Vergleiche; Import File-basierter Stammdaten                                               |